# Луг (Томиславград)
Луг је насељено мјесто у Босни и Херцеговини у општини Томиславград које административно припада Федерацији Босне и Херцеговине. Према попису становништва из 1991. у насељу је живјело 266 становника.

## Становништво
| Националност       | 1991. | 1981. | 1971. |
| Хрвати             | 266   |       |       |
| Муслимани          | 0     |       |       |
| Срби               | 0     |       |       |
| Југословени        | 0     |       |       |
| остали и непознато | 0     |       |       |
| Укупно             | 266   |       |       |

## Извор
- Књига: „Национални састав становништва — Резултати за Републику по општинама и насељеним мјестима 1991.", статистички билтен бр. 234, Издање Државног завода за статистику Републике Босне и Херцеговине, Сарајево.
- интернет — извор, „Попис по мјесним заједницама“ — https://web.archive.org/web/20131005002409/http://www.fzs.ba/Podaci/nacion%20po%20mjesnim.pdf